# 生活型
生活型（せいかつがた、英語: life type）は、生物の生活様式を類型化した分類である。系統とは無関係に分類される。

## 生活型の例
- プランクトン、ベントス、ネクトン など（水生生物）
- 一年生、多年生 など
- 常緑樹、落葉樹 など
- 肉食、草食 など